# Ignacy Domeyko
Ignace (Ignacy) Domeyko, né le 31 juillet 1802, à Vialikaja Miadzviadka (proche de Nowogródek, actuelle Biélorussie) et mort le 23 janvier 1889 à Santiago du Chili, est un minéralogiste et géologue chilien d'origine polonaise.
Il est considéré comme le fondateur de l’enseignement universitaire moderne au Chili et est également reconnu pour avoir établi l’industrie extractive du pays. 

## Biographie
Il naît dans un village proche de Nowogródek (aujourd'hui Navahrudak en Biélorussie), dans une région (le grand-duché de Lituanie) annexée par la Russie à la fin du XVIIIe siècle lors des partages de la Pologne.

### Wilno
En 1818 Ignace Domeyko commence des études de physique et de mathématiques à l'Université de Wilno (actuelle Vilnius en Lituanie) qui est encore une université de langue polonaise. Il fait partie, comme ses camarades Thomas Zan, Adam Mickiewicz, Alexandre Chodzko, etc., d’une société secrète patriotique visant la restauration de l'ancienne Pologne. 
En 1823, la police arrête un certain nombre d'étudiants soupçonnés d’appartenir à des sociétés secrètes.
Le 29 novembre 1830 débute l'insurrection du royaume de Pologne, créé par le congrès de Vienne en 1815 à la place du duché de Varsovie et confié au tsar Alexandre, aussi roi de Pologne, et à ses successeurs. L'insurrection se transforme en guerre entre l'armée du royaume de Pologne et l'armée russe ; cette situation amène des patriotes polonais à se soulever aussi dans les provinces annexées par la Russie. 
L'insurrection échoue finalement avec la prise de Varsovie en septembre 1831, ce qui amène des milliers de Polonais à émigrer notamment en France, ce qui est aussi le cas de Domeyko. 
En représailles, l'université de Wilno est fermée par les autorités russes, de même que celle de Varsovie d'ailleurs.

### L'exil en France
Domeyko arrive en France en 1832. Tout en fréquentant les milieux de la Grande Émigration (il est membre de la Société des Frères unis, fondée par Adam Mickiewicz en 1834), il y continue ses études en suivant les cours donnés au Collège de France et au Muséum national d'histoire naturelle, par Jean-Baptiste Dumas, Louis Jacques Thénard  et Louis Joseph Gay-Lussac en chimie, de François Arago en physique, et à l'École des Mines, où ses maîtres sont Alexandre Brongniart en minéralogie et surtout L. Elie de Beaumont en géologie. 
Il obtient son diplôme d'Ingénieur des Mines (École nationale supérieure des mines de Paris) en 1837.

### L'installation au Chili
En 1838 il s’installe au Chili, où il est nommé professeur du collège minier de La Serena.
De 1867 à 1883, il est recteur de l’Université du Chili à Santiago. Par ailleurs, il conseille le gouvernement pour l'enseignement supérieur et la politique minière.

## Œuvre
Son Traité de minéralogie (« Mineralojia »), écrit en 1854, comporte une description détaillée des différents minéraux trouvés au Chili, en Bolivie, au Pérou et dans les Provinces orientales d'Argentine)

## Hommages
- Un astéroïde, (2784) Domeyko, porte son nom
- Une chaîne de montagnes chilienne, la cordillère Domeyko, qui culmine au Cerro Doña Inés à 5 070 m[1]
- Le minéralogiste allemand Wilhelm Karl Ritter von Haidinger lui a dédié une espèce minérale, la domeykite, composée d'arséniure de cuivre
- Pièce commémorative de 2 złotys émise par la Banque nationale de Pologne en 2007, dans la Série des voyageurs et explorateurs polonais[2]
- Il a reçu le titre de docteur honoris causa de l'université Jagellonne de Cracovie en 1887[3]
- Un buste à son effigie est donné par l'ambassade de Pologne à l'Ecole des mines de Paris et est installé en bas de l'escalier menant au musée de minéralogie de celle-ci.